# Kreuz für Verdienste im Kriege (Sachsen-Meiningen)

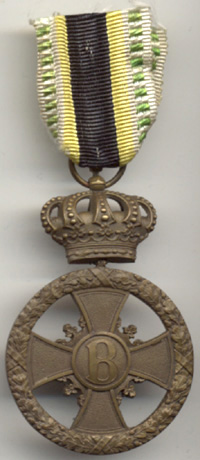
Kreuz für Verdienste im Kriege

Das Kreuz für Verdienste im Kriege wurde gemeinsam mit der Medaille für Verdienste im Kriege am 7. März 1915 durch Herzog Bernhard von Sachsen-Meiningen gestiftet und für im Ersten Weltkrieg erworbene Verdienste verliehen.

## Kreuz für Verdienste im Kriege
Die ausschließlich an Offiziere verliehene Auszeichnung ist ein bronzenes Kreuz, das von einem Reif umschlossen ist. In den vier Kreuzwinkeln ist jeweils eine Krone zu sehen. Auf der Vorderseite ist der Reif aus einem Eichenkranz gebildet. Im Medaillon die Initiale B (Bernhard). Rückseitig im Reif die Inschrift · FÜR VERDIENST · IM KRIEGE 1914/15 und im Medaillon das Wappen Sachsens.
Zwischen Kreuz und Tragering ist eine Krone angebracht.

## Medaille für Verdienste im Kriege
Die aus schwarzer Bronze gefertigte runde Medaille wurde an Unteroffiziere, Mannschaften und sonstige Personen ohne Rang verliehen. Sie zeigt die oben beschriebene Auszeichnung, wobei auf dem oberen Kreuzarm eine Krone abgebildet ist.

## Trageweise
Beide Auszeichnungen wurden an einem schwarzen Band mit gelben Seiten- und grünen Randstreifen auf der linken Brust getragen.